# THINKFilm
La THINKFilm fu fondata nel 2001 da quattro ex dirigenti della Lionsgate Films, è una compagnia di distribuzione di film indipendenti. Dopo aver gestito acclamati documentari come Born Into Brothels e La storia del cammello che piange, la ThinkFilm raggiunge il successo con The Aristocrats. La THINKFilm è anche distributrice del film Strangers with Candy e distribuirà il controverso film Shortbus in Canada. La società è stata anche dietro la realizzazione del DVD del concerto dei Beastie Boys tenutosi a New York, intitolato Awesome; I Fuckin' Shot That! e pubblicato nel luglio del 2006.
Il 24 ottobre, 2006, la società stessa annuncia che era stata venduta alla Time Warner e a David Bergstein, proprietario della Britannica Capitol Films.

## Parziale lista di distribuzione
- The Killing Floor (2008)
- Self-Medicated (2007)
- The Air I Breathe (2007)
- The Ten (2007)
- Nanking (2007)
- Farce of the Penguins (2007)
- Lake of Fire (2006)
- Shortbus (2006)
- 10 cose di noi (2006)
- Down in the Valley (2006)
- Half Nelson (2006)
- 10th & Wolf (2006)
- Awesome; I Fuckin' Shot That! (2006)
- Tideland - Il mondo capovolto (2006)
- Whole New Thing (2005)
- The Boys of Baraka (2005)
- Favela Rising (2005)
- Fateless (Title ungherese: Sorstalanság) (2005)
- Loverboy (2005)
- Murderball (2005)
- The Aristocrats (2005)
- Protocols of Zion (2005)
- Strangers with Candy (2005)
- Being Julia - La diva Julia (2004)
- The Assassination (2004)
- Primer (2004)
- I Love Your Work (2003)
- Dallas 362 - Giovani e ribelli (2003)
- Wilbur Wants to Kill Himself (2002)
- The Dangerous Lives of Altar Boys (2002)